# Carlos Riazuelo
Carlos Riazuelo (n. Puerto Cabello, 31 de marzo de 1949) es un director de orquesta venezolano-español. Destacó durante 20 años (1980-1984 y 1987-2003) como director artístico de la Orquesta Sinfónica Municipal de Caracas. Desde 1998 reside en Madrid.
Es hijo de Ángel Riazuelo, emigrante español, músico, que fundó en Puerto Cabello la Escuela de Música Augusto Brandt.
Riazuelo estudió en la Escuela Juan Manuel Olivares de Caracas, bajo la tutela de Juan Bautista Plaza, Ángel Sauce, Mario García y José Francisco del Castillo. Posteriormente realizó cursos de dirección orquestal con Franco Ferrara en Siena y Venecia y en la Guidhall School de Londres, donde recibió el Premio Ricordi como director de ópera.
Fue primer violín de la Orquesta Sinfónica Venezuela. En junio de 1980 asumió la Dirección Artística de la recién fundada Orquesta Sinfónica Municipal de Caracas.l
Su primer nombramiento como Director es a los 23 años, al frente de la Orquesta de Cámara de la Universidad de Carabobo. Después de asistir a varios cursos de Dirección Orquestal dictados por Franco Ferrara en Siena y Venecia, y George Hurst en Canford, Inglaterra, culmina sus estudios de perfeccionamiento en el Guildhall School of Music and Drama de Londres, recibiendo al graduarse el premio Ricordi, que otorga la famosa casa editora por su destacado desempeño, especialmente en el área de la dirección de ópera.
A su regreso de Europa, en 1980, fue nombrado Director Artístico de la recién fundada Orquesta Sinfónica Municipal de Caracas, con la cual realizó una vasta labor de divulgación en todos los estratos socioeconómicos de Caracas y en los más variados escenarios, tradicionales y populares, llevándola a consolidarse como una de las mejores orquestas de Latinoamérica. Ha tenido la satisfaccón de actuar con solistas de la talla de Henryk Szeryng, Nicanor Zabaleta, Witold Malcuzinski, Joaquín Achúcarro, Joshua Bell, Guillermo González. Entre los cantantes Alfredo Kraus, Ruggero Raimondi, Jacobo Aragall, Justino Díaz, María Orán, Lando Bartolini, June Anderson, Dmitri Hvorostovsky. Después de una primera experiencia con el concierto para violín de Beethoven, fue directamente escogido por el gran violinista Henryk Szeryng para acompañarle en su último concierto en Venezuela.
Tiene una especial afinidad con la ópera, dirigiendo en Caracas numerosas producciones para la temporada lírica y para el Aula Magna (Universidad Central de Venezuela) incluyendo Tosca, Bohème, Butterfly, Traviata, Norma, Don Giovanni, Cenerentola, Dido y Eneas, Don Pasquale, Sonnambula, Capuletti y Montecchi, Elisir d'amore y Trovatore.  Entre ellas destaca una producción con Sara Catherine y Aquiles Machado de L'elisir d'amore.  Esto le permitió comenzar una carrera internacional, con exitosas actuaciones en España, México, Costa Rica, EUA, Bélgica, Italia, Alemania, Colombia, Bulgaria, Francia, Polonia.
Como único director latinoamericano invitado por el gran maestro mexicano Eduardo Mata, hizo su debut con gran éxito ante la Orquesta Sinfónica de Dallas. Por recomendación del maestro Kurt Masur debutó asimismo con la Orquesta Filarmónica de Jena y la Orquesta Filarmónica de Dresde.
Reside en Madrid entre el 1998 y el 2005. Ha realizado presentaciones con la Orquesta de la Comunidad de Madrid, la Orquesta de Córdoba, la Orquesta Sinfónica de Galicia, la Orquesta Sinfónica del Principado de Asturias, la Orquesta Ciudad de Málaga, la Orquesta Filarmónica de la Universidad de Valencia, además de la Orquesta de Cámara de Toulouse, en Francia, y la Orquesta de Cámara de Elche.

De 2005 a 2009 fue director de Estudios Orquestales y Jefe de Cuerdas en la Universidad Internacional de Florida (Florida International University), y director musical en la Greater Miami Youth Symphony (GMYS) de Miami, Florida.
Desde 2009, es Director de Estudios Orquestales en la Universidad Estatal de Luisiana (Louisiana State University) y director de la LSU Symphony Orchestra.

## Discografía
Lleva grabados tres discos compactos con la Orquesta Sinfónica Municipal de Caracas, y uno en España con la Orquesta Filarmónica de Gran Canaria y el famoso tenor Alfredo Kraus (Alfredo Kraus, Con el corazón). A raíz de esta grabación fue invitado nuevamente por el gran cantante para efectuar un concierto en Las Palmas, ante más de 9.000 personas, con la asistencia del Rey de España y televisado a toda la península ibérica, y otro en Rosario, Argentina, ante la Infanta Cristina y más de 5.000 personas, también televisado a todo el país.